# The A-Team
 The A-team és una sèrie de televisió, protagonitzada per George Peppard, Dwight Schultz, Dirk Benedict i Mr T, que va ser emesa per primera vegada a la  NBC (23 de gener de 1983 - 8 de març de 1987).

## Sinopsi
1972, quatre dels millors homes de l'exèrcit dels Estats Units van ser empresonats per un delicte «que no van cometre»: el coronel John "Hannibal" Smith (George Peppard), el sergent Bosco A. "BA" Baracus (Mr.T), el capità H.M. "Howling Mad" Murdock (Dwight Schultz) i el tinent Templeton "Faceman" Peck (Dirk Benedict). Ara, buscats per la policia i el govern estatunidenc, els fugitius es veuen obligats a convertir-se en mercenaris per poder sobreviure econòmicament.